# Eva Vrabcová Nývltová
Eva Vrabcová Nývltová (* 6. února 1986 Trutnov) je bývalá česká atletka a běžkyně na lyžích.
V běhu na lyžích závodila za SKP Jablonec nad Nisou a v roce 2010 se vrátila do mateřského lyžařského klubu Olfin car Vella Trutnov. Startovala šestkrát na mistrovství světa v klasickém lyžování (poprvé již v devatenácti letech) a třikrát na zimní olympiádě. Jejím nejlepším individuálním umístěním z těchto akcí bylo 5. místo v Soči 2014.
Roku 2016 se zcela přeorientovala na atletiku a hájila barvy oddílu PSK Olymp Praha. Jako atletka se zúčastnila Letních olympijských her 2016, kde běžela maraton. V dubnu 2018 se stala českou rekordmankou v půlmaratonu. Svého největšího úspěchu dosáhla na Mistrovství Evropy 2018, kde získala bronzovou medaili v maratonu v novém českém rekordu. V maratonu startovala také na Letních olympijských her 2020, kde ale závod nedokončila.
V únoru 2023 oznámila ukončení závodní kariéry, dále se chtěla věnovat podpoře jiných běžců.

## Běh na lyžích
Jako juniorka získala na Mistrovství světa 2004 stříbro ve štafetě, o rok později bronz znovu ve štafetě a na Mistrovství světa 2006 stříbro v běhu na 5 km klasicky a bronz ve skiatlonu. V kategorii dospělých však dlouho na tyto úspěchy nedokázala navázat. Každé umístění ve třicítce považovala za úspěch, ale moc jich nebylo. Zlomovou se pro ni stala až sezóna 2013/14, před kterou ohlásila, že se buď zlepší, nebo po sezóně skončí. A dařilo se jí – nejprve dosáhla 8. místa na Tour de Ski a poté uspěla i na olympiádě v Soči, kde byla jedenáctá ve skiatlonu a pátá na 30 km volně. V závodu Světového poháru na Holmenkollenu byla sedmá na 30 km klasicky a ve Finále Světového poháru ve Falunu dojela desátá. Celkově skončila v Světovém poháru čtrnáctá, čímž vylepšila své umístění oproti předchozí sezóně o 59 míst. Jejím dosavadním maximem v konečném pořadí seriálu byla 40. příčka z roku 2011. Její umístění bylo nejlepším českým výsledkem po sedmi letech – v roce 2007 byla Kateřina Neumannová třetí. Sama přičítala zlepšení výsledků mnoha změnám v přípravě – zvýšení síly a spolupráci s kondičním trenérem Filipem Tomášem; také si změnila jídelníček. Po sezóně se však potýkala s nemocí, čtyřikrát brala antibiotika, nemoc ji poznamenala i v úvodních závodech sezóny 2014/15. Na podzim 2014 oslovila Vrabcová Nývltová Kateřinu Neumannovou s žádostí o spolupráci. Na Mistrovství světa 2015 ve Falunu se sešly ke společnému tréninku a Neumannová poté o Vrabcové Nývltové řekla, že jí kvůli nízké váze chybí svalová hmota a že jí neprospívá letní atletický trénink, který se neslučuje s lyžařským.

### Výsledky
Největších úspěchů dosáhla v juniorské kategorii: 2. a 3. místo na Mistrovství světa juniorů 2006 ve slovinské Kranji (5 km klasicky, 10 km skiatlon) a rovněž 2. a 3. místo na Mistrovství světa juniorů ve štafetách (2004, 2005).

#### Výsledky ve Světovém poháru
V jednotlivých závodech SP bylo jejím nejlepším výsledkem 5. místo v závěrečném výběhu na Alpe Cermis na Tour de Ski 2015, celkem ve 13 závodech obsadila místo v první desítce.
| Sezóna  | Věk | Sezónní výsledky | Sezónní výsledky | Sezónní výsledky | Výsledky na Ski Tour | Výsledky na Ski Tour | Výsledky na Ski Tour | Výsledky na Ski Tour |
| Sezóna  | Věk | Celkově          | Distance         | Sprinty          | Nordic Opening       | Tour de Ski          | WC Final             | Ski Tour Kanada      |
| ------- | --- | ---------------- | ---------------- | ---------------- | -------------------- | -------------------- | -------------------- | -------------------- |
| 2004/05 | 18  | —                | —                | —                | —                    | —                    | —                    | —                    |
| 2005/06 | 19  | —                | —                | —                | —                    | —                    | —                    | —                    |
| 2006/07 | 20  | —                | —                | —                | —                    | —                    | —                    | —                    |
| 2007/08 | 21  | —                | —                | —                | —                    | —                    | —                    | —                    |
| 2008/09 | 22  | —                | —                | —                | —                    | DNF                  | —                    | —                    |
| 2009/10 | 23  | 67.              | 53.              | 91.              | —                    | 22.                  | —                    | —                    |
| 2010/11 | 24  | 40.              | 39.              | 37.              | 32.                  | 19.                  | 31.                  | —                    |
| 2011/12 | 25  | 50.              | 49.              | 46.              | —                    | 18.                  | 37.                  | —                    |
| 2012/13 | 26  | 73.              | 62.              | —                | 41.                  | 26.                  | —                    | —                    |
| 2013/14 | 27  | 14.              | 12.              | 61.              | 25.                  | 8.                   | 10.                  | —                    |
| 2014/15 | 28  | 19.              | 18.              | —                | 30.                  | 6.                   | —                    | —                    |
| 2015/16 | 29  | —                | —                | —                | —                    | —                    | —                    | —                    |

#### Výsledky na OH
| Rok  | Věk | 10 km | 15 km skiatlon | 30 km hromadný start | sprint | 4 × 5 km štafeta | sprint dvojic |
| ---- | --- | ----- | -------------- | -------------------- | ------ | ---------------- | ------------- |
| 2006 | 20  | 45.   | —              | —                    | 50.    | —                | —             |
| 2010 | 24  | 54.   | 50.            | 39.                  | 33.    | 12.              | —             |
| 2014 | 28  | 21.   | 11.            | 5.                   | —      | 10.              | —             |

#### Výsledky na MS
| Rok  | Věk | 10 km | 15 km skiatlon | 30 km hromadný start | sprint | 4 × 5 km štafeta | sprint dvojic |
| ---- | --- | ----- | -------------- | -------------------- | ------ | ---------------- | ------------- |
| 2005 | 19  | 56.   | 51.            | —                    | —      | —                | —             |
| 2007 | 21  | 37.   | 37.            | —                    | 45.    | —                | —             |
| 2009 | 23  | 56.   | —              | —                    | 46.    | —                | —             |
| 2011 | 25  | —     | 34.            | 29.                  | 55.    | —                | 12.           |
| 2013 | 27  | 41.   | —              | 26.                  | 35.    | 12.              | 14.           |
| 2015 | 29  | 23.   | 10.            | 9.                   | —      | —                | —             |

## Atletika
Věnuje se také vytrvalostním běhům, v roce 2014 vyhrála závod Běchovice–Praha. V roce 2016 se rozhodla zaměřit primárně na atletiku. Na Pražském maratonu 8. května 2016 skončila celkově na šestém místě, stala se mistryní České republiky a časem 2:30:10 splnila limit pro účast na olympiádě v Riu. Na mistrovství Evropy v atletice 2016 v Amsterdamu skončila v půlmaratonu na osmém místě časem 1:12:01. Na LOH 2016 se umístila na 26. místě a s časem 2:33:51 byla desátou nejrychlejší Evropankou.
Na MS 2017 v Londýně se v maratonu umístila na 14. místě a vylepšila si osobní rekord na hodnotu 2:29:56; stala se tak druhou nejrychlejší Evropankou závodu. Dne 7. dubna 2018 na pražském půlmaratonu o sekundu překonala 24 let starý český rekord Aleny Peterkové a s časem 1:11:01 se stala českou rekordmankou.
Na Mistrovství Evropy v atletice 2018 v Berlíně dosáhla svého životního úspěchu, když v maratonu získala bronzovou medaili v čase 2:26:31, čímž se stala českou rekordmankou na této trati.

## Osobní život
Je dcerou Karla Nývlta, bývalého reprezentanta v běhu na lyžích, později maséra BK Kara Trutnov. V červnu 2012 se v Trutnově provdala za svého dlouholetého přítele Martina Vrabce. Její manžel jí pomáhá i jako servisní technik, vedle trenéra Šlofara a fyzioterapeuta Jisla. Žije v Trutnově. Dne 27. dubna 2020 se jí narodila dcera Adéla.